# Rocket Raccoon

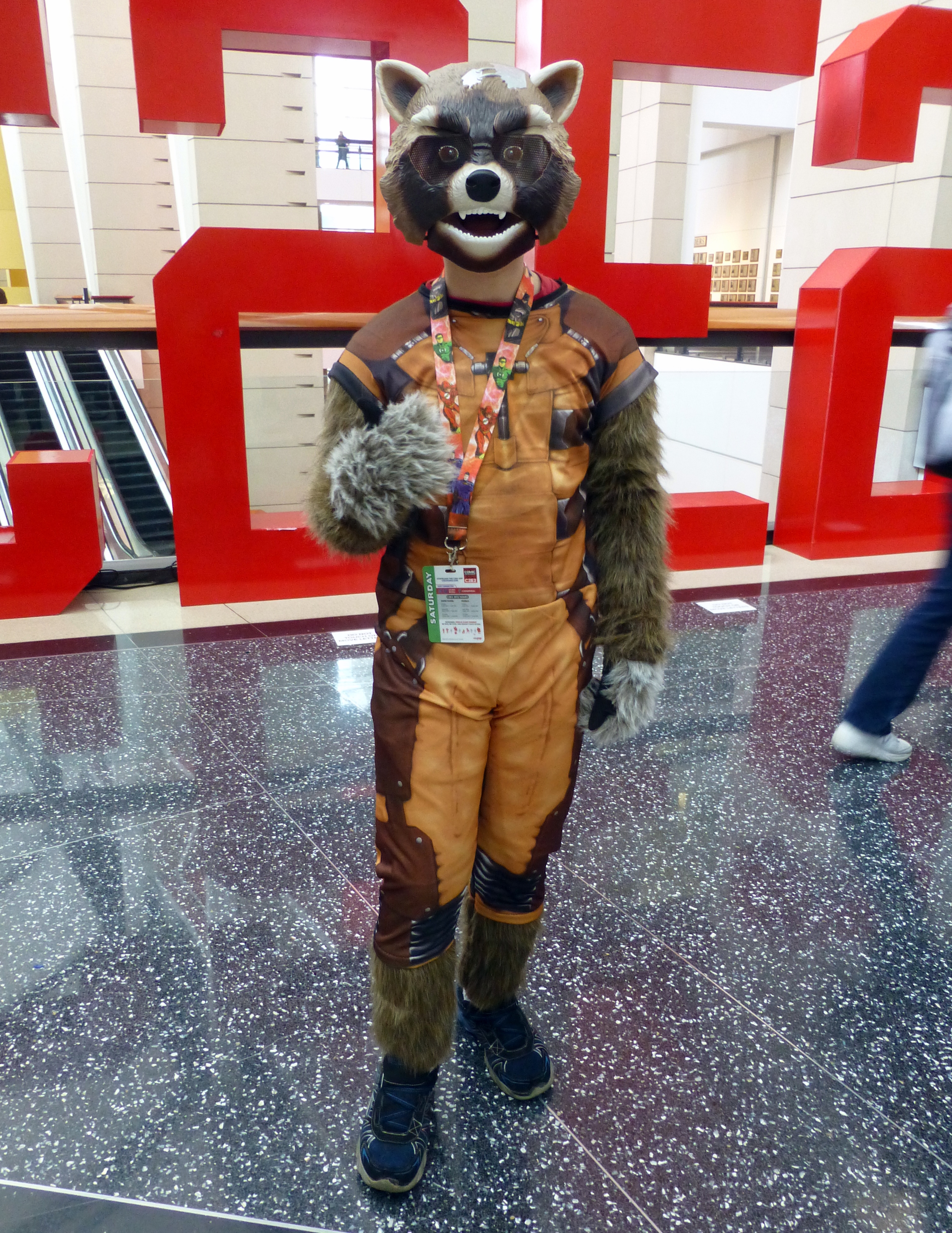
Kostium Rocket Raccoon na targach Chicago Comic & Entertainment Expo (C2E2) 2015

Rocket Raccoon – fikcyjna postać pojawiająca się w amerykańskich komiksach wydawanych przez Marvel Comics. Został stworzony przez Billa Mantlo i artystę, Keitha Giffena. Pojawił się po raz pierwszy w Marvel Preview #7 (lato 1976). Jest inteligentnym, antropomorficznym szopem. Specjalizuje się w strzelectwie. Jest specjalistą od broni i taktykiem. Inspiracją do jego stworzenia była piosenka The Beatles z 1969 pod tytułem Rocky Raccoon. W 2008 pojawił się jako członek zespołu Strażnicy Galaktyki.
Jako członek tej grupy pojawił się w adaptacjach filmowych. Wystąpił w filmach Filmowego Uniwersum Marvela: Strażnicy Galaktyki (2014), Strażnicy Galaktyki vol. 2 (2017), Avengers: Wojna bez granic (2018), Avengers: Koniec gry (2019), Strażnicy Galaktyki: Coraz bliżej święta (2022) i Strażnicy Galaktyki vol. 3 (2023).  Głosu użyczył mu Bradley Cooper, a jego ruchy bazują na Seanie Gunnie.